# Ditka Čepin
Edita Čepin, z umetniškim imenom Ditka, slovenska kantavtorica in skladateljica, * 4. junij 1993, Slovenj Gradec, Slovenija.

## Glasbena pot
Svojo glasbeno pot je začela pri devetih letih, ko je leta 2002 napisala svojo prvo pesem z naslovom V deželi mojih sanj in se z njo predstavila na otroškem festivalu Kristalček v Rogaški Slatini. V otroških in najstniških letih se je redno udeleževala glasbenega festivala FENS v Izoli, kjer je leta 2005 zmagala s pesmijo Album s slikami. Pesmi iz začetkov njene kariere je napisal njen oče Gorazd Čepin, profesor glasbe, pianist, komponist in pevec, ki še danes ostaja Ditkin mentor, avtor aranžmajev vseh njenih pesmi ter stalni član njene spremljevalne glasbene zasedbe.
Leta 2010 je na radijske postaje poslala svojo avtorsko pesem So Fine, ki je bila uvrščena na kompilacijo »Imamo dobro glasbo« radia Val 202, pesem se je hkrati uvrstila v polfinale skladateljskega tekmovanja »Songwriting Contest« v Angliji.
Širši slovenski javnosti je Ditka postala znana leta 2013 s pesmijo Ne bodi kot drugi, poezijo Ferija Lainščka, ki jo je uglasbil Gorazd Čepin. Glasbena zgodba, ki jo piše danes, je kombinacija uglasbene poezije priznanih slovenskih pesnikov (Feri Lainšček, Tone Pavček, Ciril Zlobec, Kajetan Kovič, Janez Menart, Srečko Kosovel, Karel Destovnik Kajuh) in avtorske glasbe v angleškem jeziku.
Ditka je do sedaj izdala šest albumov: »V deželi mojih sanj« (2004), »Ne bodi kot drugi« (2013), »Ne spreminjaj me« (2016), »Ne bodi, kar nisi« (2019), »Ditka 10 “Live&Unplugged”«(2021) in »Med nama je angel« (2022).
Od leta 2012 redno izvaja samostojne koncerte. V Sloveniji je poznan njen glasbeno-literarni projekt v sodelovanju s pisateljem in pesnikom Ferijem Lainščkom.
Turneja »Ne bodi, kar nisi« je bila po mnenju MMC RTV SLO izbrana med Top 3 turneje leta 2019.
Pod imenom Ditka int. (Ditka International) ustvarja tudi v angleškem jeziku. Leta 2013 se je z avtorsko skladbo Dreamer uvrstila v finale angleškega tekmovanja »UK Songwritnig Conest«, leta 2016 s pesmijo »
Silence v polfinale ameriškega tekmovanja »Unsigned Only«, leta 2019 je postala zmagovalka največjega mednarodnega tekmovanja za kantavtorje v Bolgariji (»Sofia Singer Songwriter Festival 2019«), leta 2021 je pri skladbi Cold Heart sodelovala z britanskim producentom Stuartom Eppsom, producentom glasbe številnih glasbenikov iz svetovne glasbene scene (Elton John, Led Zeppelin, Oasis, Kiki Dee, Robbie Williams, Chris Rea in drugi).
Vse njene pesmi in albumi so izšli v samozaložbi GOGO MUSIC. Avtorja glasbe na uglasbeno poezijo sta z njenim očetom Gorazdom, avtorica angleških besedil je Ditka, avtor vseh aranžmajev njenih pesmi, z izjemo skladbe Cold Heart, je Gorazd Čepin.

## Diskografija
- 2004 − V deželi mojih sanj (CD)

- 2011 − My Guitar (CD, neobjavljen)

- 2013 − Ne bodi kot drugi (CD) 
  - Seznam pesmi: 1. NEKAJ JE V ZRAKU 2. NE BODI KOT DRUGI 3. DOBER DAN ŽIVLJENJE 4. LJUBIM 5. ŠKOLJKA 6. DREAMER 7. SO FINE 8. CABLE CAR 9. MY GUITAR 10. WANNA SPEND[12]

- 2016 − Ne spreminjaj se (CD) 
  - Seznam pesmi: 1. VABILO 2. LJUBI ME, KOT SONCE SIJE 3. NE SPREMINJAJ ME 4. ARABESKA LJUBEZNI 5. BLIŽINA 6. VESELA 7. NIHČE NE VE 8. DRUGI BREG ŽELJA 9. DEMON LJUBEZNI 10. DON'T BE LIKE THE OTHERS[13]

- 2019 − Ne bodi, kar nisi (CD) 
  - Seznam pesmi: 1.SREČANJE 2. NE HODI MI V SANJE 3. KO ZVEZDE ŽARIJO 4. NE VEM, ČE VEŠ 5. NE BODI, KAR NISI 6. PO POLJUBE  7. NE BODI ŠTEVILKA (feat. Trkaj)  8. TI VEŠ 9. DRUGO IME 10. PROTI SONCU 11. DEMONI[14]

- 2020 − Ditka 10 »Live&Unplugged« (LP) 
  - Seznam pesmi: 1. ŠKOLJKA 2. DOBER DAN ŽIVLJENJE 3. NE BODI KOT DRUGI 4. LJUBI ME, KOT SONCE SIJE 5. NE BODI, KAR NISI 6. NE VEM, ČE VEŠ 7. SO FINE 8. MY GUITAR 9. DREAMER 10. I LIKE IT 11.  SILENCE 12. BELIEVE[15]

- 2022 − Med nama je angel (CD) 
  - Seznam pesmi: 1. MED NAMA JE ANGEL 2. LJUBEZEN 3. DAN JE DRUGAČEN 4. ČAS 5. PANONSKI BLUES 6. TIHA PESEM (feat. Tinkara Kovač) 7. LJUBEZENSKA 8. JAZ 9. ČAKAM TE 10. NAŠA PESEM[16]

## Videospoti
- 2013: NE BODI KOT DRUGI[17]
- 2014: DOBER DAN ŽIVLJENJE[18]
- 2015: VESELA[19]
- 2016: SILENCE[20]
- 2017: NIHČE NE VE[21]
- 2018: SREČANJE[22]
- 2019: WARM HEARTS- CHRISTMAS TIME[23]
- 2021: DRUGO IME/NE VEM, ČE VEŠ[24]